# San Ángel (Guanajuato)
San Ángel es una localidad del estado mexicano de Guanajuato. Es parte del municipio de Purísima del Rincón.

## Toponimia
El nombre de la población hace referencia al santo patrono de la localidad: Ángel de Sicilia.

## Demografía
| Gráfica de evolución demográfica |
|                                  |

| Censo | Población |
| ----- | --------- |
| 1900  | 408       |
| 1910  | 456       |
| 1921  | 433       |
| 1930  | 500       |
| 1940  | 493       |
| 1950  | 484       |
| 1960  | 509       |
| 1970  | 741       |
| 1980  | 1 068     |
| 1990  | 1 162     |
| 2000  | 1 442     |
| 2010  | 1 563     |
| 2020  | 1 629     |